# Festenburg

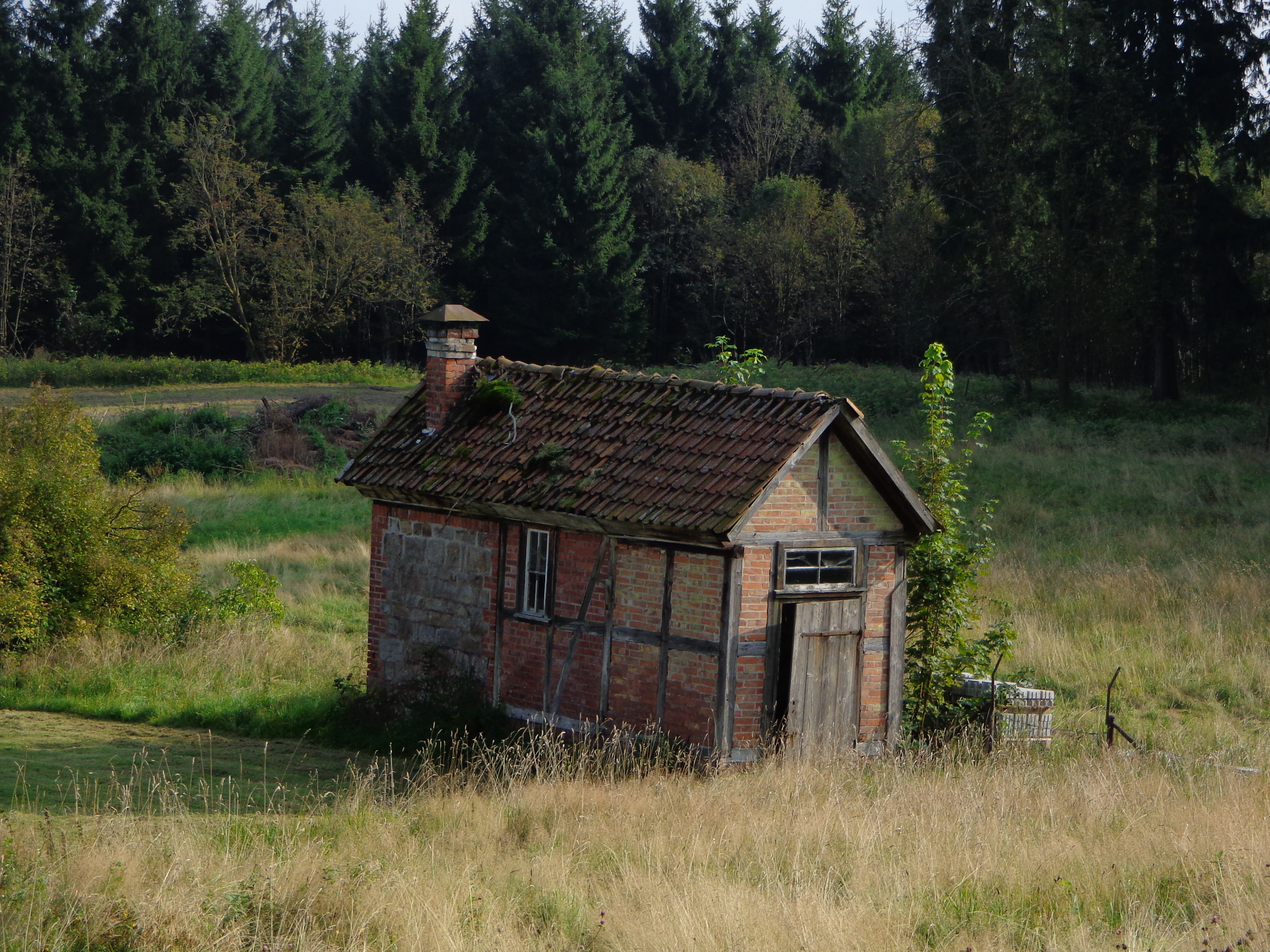
Schuppen im Westen des Ortes

Festenburg ist eine Siedlung im Ortsteil Altenau-Schulenberg im Oberharz in der Bergstadt Clausthal-Zellerfeld im niedersächsischen Landkreis Goslar.

## Lage
Festenburg befindet sich im Westen des Oberharzes. Einen Kilometer südöstlich der Siedlung liegt Oberschulenberg. Drei Kilometer östlich befindet sich der Kernort Schulenberg im Oberharz, fünfeinhalb Kilometer südöstlich die Bergstadt Altenau, fünf Kilometer südwestlich die Bergstadt Clausthal-Zellerfeld und acht Kilometer nordöstlich die Kreisstadt Goslar.
Östlich der Siedlung liegt der Schalker Teich.

## Geschichte
Festenburg ist ursprünglich eine Siedlung von Forst- und Bergarbeitern und gehörte zur Gemeinde Schulenberg im Oberharz; diese wurde am 1. Januar 2015 nach Clausthal-Zellerfeld eingemeindet.

## Verkehrsanbindung
Festenburg liegt am Ende einer etwa zwei Kilometer langen kleinen Zufahrtsstraße, die von der Landesstraße 517 zwischen den Bergstädten Altenau und Clausthal-Zellerfeld abzweigt.

## Wirtschaft und Infrastruktur
Festenburg besteht aus vier Einfamilienhäusern. Hinzu kommt der Komplex des Wald- und Sporthotels Festenburg, eine Einrichtung des Bahn-Sozialwerks (BSW) (früher: Eisenbahnheim).